# Marie Muchmoreová
Marie M. Muchmoreová (5. srpna 1909 Ardmore, Oklahoma – 26. dubna 1990 Dallas, Texas) byla významnou svědkyní atentátu na Johna F. Kennedyho, 35. prezidenta Spojených států, ke kterému došlo dne 22. listopadu 1963 v texaském Dallasu. Její 8 mm barevný film, na který bezprostředně zachytila smrt prezidenta, je jedním z nejdůležitějších záznamů dokumentujících tuto událost. Společně s dalšími osmimilimetrovými filmy, které natočili například Abraham Zapruder nebo Orville Nix, byl film Muchmoreové během května 1964 využit Warrenovou komisí, jež měla za úkol provést první celkové prošetření okolností týkajících se atentátu. Muchmoreová vypověděla o atentátu následující:
Jakmile prezidentská limuzína odbočila z ulice Houston Street na Elm Street, zaslechla jsem hlasitý zvuk, nejdříve jsem si myslela, že se jedná o výbuch nějaké petardy. Když ale najednou lidé kolem mne začali prchat všemi směry a k tomu se ozvaly dvě další rány, znějící jako výstřely, začala jsem rychle hledat nějaký bezpečný úkryt.
Již tři dny po atentátu, tedy 25. listopadu 1963, se Muchmoreová rozhodla svůj zatím nevyvolaný film prodat dallaské pobočce zpravodajské agentury United Press International za 1000 Amerických dolarů. Tato agentura jej poté nechala neprodleně vyvolat v místní laboratoři Kodaku a následně byl film odeslán newyorské televizní stanici WNEW-TV, která jej hned následujícího dne odvysílala. V současnosti je držitelem práv k tomuto filmu zpravodajská služba Associated Press Television News.